# Aenictus alluaudi
Aenictus alluaudi är en myrart som beskrevs av Santschi 1910. Aenictus alluaudi ingår i släktet Aenictus och familjen myror.

## Underarter
Arten delas in i följande underarter:
- A. a. alluaudi
- A. a. falcifer